# 코스타리카 공공부대
코스타리카 공공부대(Fuerza Pública de Costa Rica)는 코스타리카의 대규모 경찰의 직속부대로 1949년 11월 7일에 군대를 대신하여 운용되고 있다.

## 발자취
1948년 12월 1일 당시 코스타리카의 대통령인 호세 피게레스 페레르가 내전에서 승리하면서 공식적으로 군대를 폐지하였으며 대신 1949년부터 경찰의 치안력을 강화하는 과정에서 공공부대가 창설되었다.

## 목적
코스타리카 공공부대는 코스타리카 공안부에 의해 활동하며 기본적으로 경찰 업무는 물론 코스타리카의 국방과 보안을 담당한다.

## 계급
공공부대의 계급은 일반 경찰과 동일하며 다음과 같다.
- 수뇌부
  - 치안총감(Comisario de Policía)
  - 치안총감 하에 치안감(Comisionado de Policía)
  - 경무관(Comandante de Policía)

- 간부
  - 총경(Capitán de Policía)
  - 경감(Intendente de Policía)
  - 경위(Subintendente de Policía)

- 간부 이하
  - 경사(Sargento de Policía)
  - 경장(Inspector de Policía)
  - 순경(Agente de Policía)

## 같이 보기
- 파나마 공공부대
- 공공부대